# Liste der Bodendenkmäler in Kirchdorf an der Amper
Auf dieser Seite sind die Bodendenkmäler in der oberbayerischen Gemeinde Kirchdorf an der Amper zusammengestellt. Diese Tabelle ist eine Teilliste der Liste der Bodendenkmäler in Bayern. Grundlage ist die Bayerische Denkmalliste, die auf Basis des Bayerischen Denkmalschutzgesetzes vom 1. Oktober 1973 erstmals erstellt wurde und seither durch das Bayerische Landesamt für Denkmalpflege geführt wird. Die folgenden Angaben ersetzen nicht die rechtsverbindliche Auskunft der Denkmalschutzbehörde.

## Bodendenkmäler in Kirchdorf an der Amper
| Lage       | Objekt | Akten-Nr.     | Bild |
| ---------- | --- | ------------- | ---- |
| (Standort) | Burgstall des hohen oder späten Mittelalters. | D-1-7535-0039 |      |
| (Standort) | Burgstall des hohen Mittelalters. | D-1-7535-0040 |      |
| (Standort) | Grabhügel vor- oder frühgeschichtlicher Zeitstellung. | D-1-7535-0041 |      |
| (Standort) | Siedlung vor- und frühgeschichtlicher Zeitstellung. | D-1-7535-0042 |      |
| (Standort) | Verebnete Grabhügel und Siedlung vor- und frühgeschichtlicher Zeitstellung. | D-1-7535-0043 |      |
| (Standort) | Siedlung vor- und frühgeschichtlicher Zeitstellung. | D-1-7535-0044 |      |
| (Standort) | Verebnete Grabhügel vorgeschichtlicher Zeitstellung. | D-1-7535-0045 |      |
| (Standort) | Siedlung vorgeschichtlicher Zeitstellung, u. a. der Latènezeit. | D-1-7535-0046 |      |
| (Standort) | Siedlung vor- und frühgeschichtlicher Zeitstellung. | D-1-7535-0047 |      |
| (Standort) | Untertägige mittelalterliche und frühneuzeitliche Befunde im Bereich der katholischen Pfarrkirche St. Martin in Kirchdorf an der Amper und ihrer Vorgängerbauten.                                                                                   | D-1-7535-0142 |      |
| (Standort) | Untertägige mittelalterliche und frühneuzeitliche Befunde im Bereich der katholischen Filialkirche St. Pankratius in Hirschbach und ihres Vorgängerbaus.                                                                                            | D-1-7535-0145 |      |
| (Standort) | Untertägige mittelalterliche und frühneuzeitliche Befunde im Bereich der katholischen Filialkirche St. Margaretha in Nörting und ihrer Vorgängerbauten.                                                                                             | D-1-7535-0147 |      |
| (Standort) | Siedlung vor- und frühgeschichtlicher Zeitstellung. | D-1-7535-0151 |      |
| (Standort) | Verebneter Wasserburgstall des hohen und späten Mittelalters („Kirchdorf“). | D-1-7535-0183 |      |
| (Standort) | Siedlung vor- und frühgeschichtlicher Zeitstellung. | D-1-7535-0187 |      |
| (Standort) | Reihengräberfeld des frühen Mittelalters und Siedlung vor- und frühgeschichtlicher Zeitstellung. | D-1-7535-0189 |      |
| (Standort) | Grabhügel vorgeschichtlicher Zeitstellung. | D-1-7536-0033 |      |
| (Standort) | Abschnittsbefestigung des frühen Mittelalters („Burghauser Leiten“) sowie Grabhügel vorgeschichtlicher Zeitstellung. | D-1-7536-0035 |      |
| (Standort) | Ringwall mit Vorwerken des frühen Mittelalters („Burgstall“). | D-1-7536-0036 |      |
| (Standort) | Niederungsburgstall des hohen oder späten Mittelalters. | D-1-7536-0037 |      |
| (Standort) | Grabenwerk und Siedlung vorgeschichtlicher Zeitstellung, u. a. des Altneolithikums (Linearbandkeramik), der Jungneolithikums (Münchshöfener Kultur, Altheimer Kultur) und der Bronzezeit sowie verebnete Grabhügel vorgeschichtlicher Zeitstellung. | D-1-7536-0038 |      |
| (Standort) | Verebnete Grabhügel und Körpergräber vor- und frühgeschichtlicher Zeitstellung. | D-1-7536-0040 |      |
| (Standort) | Siedlung vor- und frühgeschichtlicher Zeitstellung. | D-1-7536-0041 |      |
| (Standort) | Rechteckige Grabenwerke und Siedlung vorgeschichtlicher Zeitstellung. | D-1-7536-0042 |      |
| (Standort) | Siedlung vor- und frühgeschichtlicher Zeitstellung. | D-1-7536-0043 |      |
| (Standort) | Körpergräber des frühen Mittelalters. | D-1-7536-0044 |      |
| (Standort) | Siedlung vorgeschichtlicher Zeitstellung, u. a. der Latènezeit sowie Brandgräber der Spätbronze- und Urnenfelderzeit. | D-1-7536-0046 |      |
| (Standort) | Siedlung vorgeschichtlicher Zeitstellung, u. a. der Latènezeit. | D-1-7536-0048 |      |
| (Standort) | Untertägige frühneuzeitliche Befunde im Bereich der katholischen Kapelle St. Sebald in Helfenbrunn. | D-1-7536-0102 |      |
| (Standort) | Untertägige mittelalterliche und frühneuzeitliche Befunde im Bereich der katholischen Filialkirche St. Georg in Burghausen und ihrer Vorgängerbauten.                                                                                               | D-1-7536-0181 |      |
| (Standort) | Untertägige mittelalterliche und frühneuzeitliche Befunde im Bereich der katholischen Pfarrkirche St. Nikolaus in Wippenhausen und ihrer Vorgängerbauten sowie Erdstall des hohen Mittelalters.                                                     | D-1-7536-0188 |      |
| (Standort) | Verebnete Grabhügel und Siedlung vor- und frühgeschichtlicher Zeitstellung. | D-1-7536-0190 |      |